# Черніково
Черніково (пол. Czernikowo, нім. Schwarzendorf) — село в Польщі, у гміні Черніково Торунського повіту Куявсько-Поморського воєводства.
Населення — 3038 осіб (2011).
У 1975-1998 роках село належало до Влоцлавського воєводства.

## Демографія
Демографічна структура станом на 31 березня 2011 року:
|          | Загалом | Допрацездатний вік | Працездатний вік | Постпрацездатний вік |
| -------- | ------- | ------------------ | ---------------- | -------------------- |
| Чоловіки | 1443    | 308                | 1014             | 121                  |
| Жінки    | 1595    | 359                | 972              | 264                  |
| Разом    | 3038    | 667                | 1986             | 385                  |